# Seychellencreools
Seychellencreools, ook wel bekend als Kreol of Seselwa, is een op het Frans gebaseerde creoolse taal die wordt gesproken in de Seychellen. Het deelt de status als officiële taal met Frans en Engels (in tegenstelling tot Mauritiaans Creools en Réunions Creools, die geen officiële status in Mauritius en Réunion hebben).

## Beschrijving
Sinds de onafhankelijkheid in 1976 probeert de regering van de Seychellen de taal te bevorderen met zijn eigen spelling en grammatica.

## Voorbeeld van de taal
Ou, nou papa ki dan lesyel,
Fer ou ganny rekonnet konman Bondye.
Ki ou renny i arive.
Ki ou lavolonte i ganny realize
Lo later parey i ete dan lesyel
Donn nou sak zour nou dipen ki nou bezwen.
Pardonn nou pour bann lofans
Ki noun fer anver ou,
Parey nou pardonn sa ki n ofans nou.
Pa les tantasyon domin nou,
Me tir nou dan lemal.